# Lasianthus iteophyllus
Lasianthus iteophyllus är en måreväxtart som beskrevs av Friedrich Anton Wilhelm Miquel. Lasianthus iteophyllus ingår i släktet Lasianthus och familjen måreväxter.
Artens utbredningsområde är Java. Inga underarter finns listade i Catalogue of Life.